# Män som har sex med män

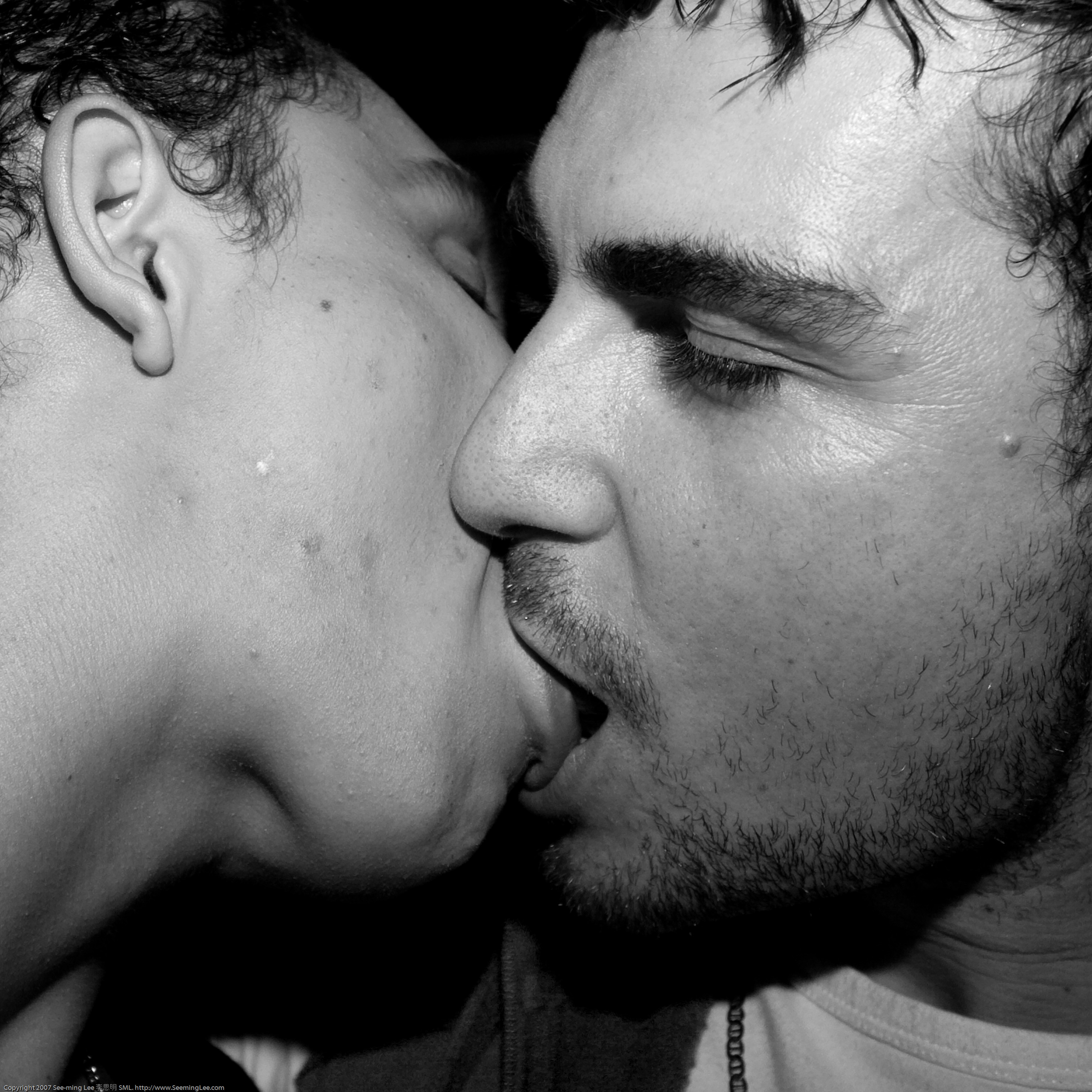
Män som kysser varandra.

Män som har sex med män, MSM, är en samlingsbeteckning på män som har sexuellt umgänge med andra män, oberoende av sexuell identitet.
Begreppet omfattar därmed exempelvis sexuellt aktiva  homo- och bisexuella män samt män som ser sig själva som heterosexuella, men tidvis har sexuell kontakt med andra män. Även de aktörer inom gaypornografi som egentligen är heterosexuella omfattas.
Begreppet "män som har sex med män" förekommer främst inom hiv-prevention. Det har där ansetts nödvändigt att inkludera alla män som har sex med män, som en särskilt utsatt riskgrupp och samtidigt inkludera de som inte uppfattar sig som homosexuella. Termen används bland annat av RFSL, Folkhäsomyndigheten och Socialstyrelsen.